# Zephyranthes susatana
Zephyranthes susatana är en amaryllisväxtart som beskrevs av Fern.Alonso och Groenend. Zephyranthes susatana ingår i släktet Zephyranthes och familjen amaryllisväxter. Inga underarter finns listade i Catalogue of Life.